# L'Homme de ta vie

L'Homme de ta vie est un téléfilm suisso-belgo-français réalisé par Laurence Katrian et diffusé pour la première fois le 5 septembre 2006 en Suisse et le 27 septembre 2006 en France.

## Fiche technique
- Scénario : Lorraine Levy
- Durée : 90 minutes
- Pays de production :  Suisse,  Belgique,  France

## Distribution
- Arielle Dombasle : Charlotte
- Michèle Bernier : Juliette
- Patrick Catalifo : Nicolas Corto
- Bertrand Lacy : Pierrot
- Marie Vincent : Véro
- Michèle Garcia : Eva
- Miguel Adje : Virgile
- Gaëlle Feukeu Djachine : Rita
- Cyliane Guy : Douba
- Didier Becchetti : Jérôme Galloy
- Fatah Touidjine : Rachid
- Jean-Luc Buquet : Le client de la galerie d'art
- Guy Amram : Le type du vernissage
- Luis Martinez Saiz : Le commandant de bord
- Patricia Thibault : La femme de la galerie d'art